# Urša Križnar
Urša Križnar (dekliški priimek Bogataj), slovenska smučarska skakalka, * 7. marec 1995, Ljubljana. 
Bila je članica kluba SSK Ilirija in slovenske ženske skakalne reprezentance ter olimpijska prvakinja z Zimskih olimpijskih iger 2022. Z mešano slovensko skakalno ekipo v Pekingu, v kateri so bili tudi Peter Prevc, Timi Zajc in Nika Križnar je osvojila zlato medaljo.

## Tekmovalna kariera

### Celinski pokal 2009-11
Krstni nastop na tekmah kontinentalnega pokala je opravila 21. januarja 2009 v starosti 13 let in zasedla 29. mesto. To je bil tedaj njen edini nastop v celi sezoni tega tekmovanja, ki je bilo tedaj najmočnejše tekmovanje za ženske skakalke sploh. Je pa že v naslednji sezoni dobila nekaj več priložnosti, ki pa jih je le delno izkoristila, saj se je uvrščala pri repu dobitnic točk ali pa takoj za njim. Njena prva kompletna sezona je prišla v obdobju 2010-11, ko se je poleg rednega nastopanja tudi rezultatsko popravila. Tako se je redno uvrščala med trideseterico in nato prišla tudi do prvih uvrstitev med najboljših deset. Prvič ji je to uspelo na domači tekmi v Ljubnem, ko je bila na obeh tekmah, tako 22. kot 23. januarja 2011, deveta. Dosežek je nato še izboljšala v poljskih Zakopanih, ko je bila na dveh tekmah obakrat šesta. Tako je bila na koncu sezone tedaj komaj šestnajstletna skakalka uvrščena na skupno 19. mesto s 244 osvojenimi točkami.
Naprej v sezoni 2011-12 je nadaljevala s solidnimi nastopi in prišla je tudi prva uvrstitev na stopničke. To je bilo 29. novembra 2011 v finskem Rovaniemiju, ko je bila druga. Tedaj je do konca leta nastopala tako v tem tekmovanju, kot tudi na prvih tekmah za svetovni pokal, ki so se za ženske pričele organizirati ravno takrat. Preden se je povsem usmerila zgolj v nastope na najmočnejšem tekmovanju je tako sezono celinskega pokala za leto 2012 zaključila na skupno 7. mestu.

### Svetovni pokal, 2011-16
Bogatajeva je na tekmah svetovnega pokala debitirala na sploh prvi organizirani tovrstni tekmi za ženske. To je bilo 3. decembra 2011, ko je na norveškem v Lillehammerju zasedla dvajseto mesto. V nadaljevanju sezone 2011-12 se je dokaj redno uvrščala med dobitnice točk in je tekmovanje zaključila na 30. mestu kot četrta najboljša Slovenka. 

#### Mladinska tekmovanja leta 2012
V začetku leta 2012 se je udeležila dveh tekmovanj za mlade. Najprej v januarju na prvih organiziranih Olimpijskih zimskih igrah za mlade od 15 do 18 let, ki so bile v avstrijskem Innsbrucku. Tam je 14. januarja na tekmi posameznic zasedla 3. mesto in osvojila bronasto medaljo. Nato je 21. januarja na tekmi ekip skupaj s Anžetom Laniškom in Luko Pintaričem osvojila drugo mesto in s tem srebrno medaljo. Nato je v februarju sledil še nastop na mladinskem svetovnem prvenstvu, ki je bil v turškem Erzurumu. Tam se ji je nastop na tekmi posameznic ponesrečil, bila je šele enaintrideseta, zato pa je na tekmi ženskih ekip osvojila 3. mesto. Bronasto medaljo je priskakala ekipa v postavi, poleg Urše še Ema Klinec, Špela Rogelj in Katja Požun.
V sezoni 2012-13 se je napram prejšnji rezultatsko dosti popravila in prišle so tudi uvrstitve med prvo deseterico. Najboljšo uvrstitev je dosegla v japonskem Zaoju s petim mestom in bila skupaj sedemkrat uvrščena med najboljših deset. Sezono je zaključila kot tretja najboljša Slovenka na 14. mestu s 338 osvojenimi točkami. 

#### Zlata ekipna medalja
Januarja 2013 je tekme za mladinsko svetovno prvenstvo gostil češki Liberec. Tam je Bogatajeva bila na tekmi posameznic nedaleč od medalje, osvojila je 5. mesto. Zato pa ji ni ušla ekipna kjer je Slovenijo zastopala ista postava, ki je leto prej osvojila bron. Tokrat so bile prve in se veselile zlate medalje.
V začetku sezone 2013-14 je rezultatsko nazadovala. Sicer se je večinoma uvrščala med dobitnice točk, vendar bolj na zadnja mesta trideseterice. To pa je popravila s prihodom domače tekme v Planici. Tam je bila ponovno uvrščena med najboljših deset, zasedla je četrto in osmo mesto. Četrto mesto je tudi njen dotedanji najboljši rezultat na tekmah svetovnega pokala. Do konca sezone je nanizala še nekaj solidnih uvrstitev in končala s 220 točkami na 21. mestu kot peta najboljša Slovenka. 

#### Mladinsko SP 2014
Januarja 2014 je nastopila na tekmah za mladinsko svetovno prvenstvo, ki je bilo v italijanskem Val di Fiemmeju. Na tekmi posameznic je ponovno nekoliko zaostala za medaljami, bila je šesta. Nato je 30. januarja na ekipni tekmi, v postavi so bile poleg nje še Barbara Klinec, Anja Javoršek in Špela Rogelj, zasedla drugo mesto in s tem osvojila srebrno medaljo. S tem je na mladinskih ekipnih tekmah pobrala celoten komplet medalj v zadnjih treh letih. 
V sezoni 2014-15 se je sicer redno uvrščala med dobitnice točk toda ni ji več uspelo seči na mesta med prvih deset. Tako je sezono zaključila ponovno kot peta Slovenka na 28. mestu z vsega 91 točkami. 
Februarja 2015 je nastopila na svojem zadnjem mladinskem svetovnem prvenstvu. Prireditev se je odvijala v kazahstanskem Almatiju. Tam je Bogatajeva na tekmi posameznic za malo zaostala za medaljo, bila je četrta. Na tekmi ekip so Slovenke zasedle peto mesto in Urša je tako po treh zaporednih medaljah v četrto ostala praznih rok. 
V sezoni 2015-16 se je ponovno redno uvrščala med trideseterico in dvakrat tudi med prvih deset. Najboljša je bila na domači tekmi v Ljubnem, ko je zasedla osmo mesto. Skupno je osvojila 235 točk kar je bilo dovolj za 19. mesto.

## Dosežki v svetovnem pokalu

### Uvrstitve po sezonah
| Sezona  | Uvrstitev | Točke |
| ------- | --------- | ----- |
| 2011/12 | 30.       | 75    |
| 2012/13 | 14.       | 338   |
| 2013/14 | 21.       | 220   |
| 2014/15 | 28.       | 91    |
| 2015/16 | 19.       | 235   |
| 2016/17 | 22.       | 165   |
| 2017/18 | 9.        | 386   |
| 2018/19 | 11.       | 627   |
| 2019/20 | 31.       | 53    |
| 2020/21 | 16.       | 232   |
| 2021/22 | 3.        | 1151  |
| 2022/23 | 23.       | 249   |

### Posamične zmage
| Št. | Sezona  | Datum            | Prizorišče | Skakalnica          | Velikost |
| --- | ------- | ---------------- | ---------- | ------------------- | -------- |
| 1   | 2021/22 | 26. februar 2022 | Hinzenbach | Aigner-Schanze HS90 | NH       |
| 2   | 2021/22 | 12. marec 2022   | Oberhof    | Kanzlersgrund HS100 | NH       |
| 3   | 2021/22 | 13. marec 2022   | Oberhof    | Kanzlersgrund HS100 | NH       |